# 애덤 그레그
애덤 그레그(Adam Gregg, 1983년 4월 26일 ~ )은 미국의 정치인으로 제47대 아이오와주 부지사이다.

## 학력
- 센트럴 칼리지 인문사회 학사
- 드레이크 대학교 법무박사

## 경력
- 2014.12 ~ 2017.05 아이오와 국선 변호사
- 2017.05 ~ 2019.01 아이오와 부지사 권한대행
- 2019.01 ~ 2024.09 제47대 아이오와 부지사
- 아이오와 은행가 협의회 회장 겸 CEO

## 역대 선거 결과
| 선거명      | 직책명            | 대수 | 정당   | 득표율 | 득표수    | 결과 | 당락                 |
| ----------- | ----------------- | ---- | ------ | ------ | --------- | ---- | -------------------- |
| 2014년 선거 | 아이오와 법무장관 | 33대 | 공화당 | 43.77% | 481,046표 | 2위  | 낙선                 |
| 2018년 선거 | 아이오와 부지사   | 47대 | 공화당 | 50.26% | 667,275표 | 1위  | 아이오와 부지사 당선 |
| 2022년 선거 | 아이오와 부지사   | 47대 | 공화당 | 58.04% | 709,198표 | 1위  | 아이오와 부지사 당선 |